# Anton Möller
Anton Möller (16. července 1864 Krásná Studánka – 6. dubna 1927 Varnsdorf), byl varnsdorfský městský architekt a stavitel přelomu 19. a 20. století, tvořící převážně v secesním stylu. Mezi jeho hlavní realizace patří sakrální stavby a budovy jatek. První jatka ve Varnsdorfu dle jeho návrhu se stala vzorem pro řadu dalších, celkem až 24 staveb na území někdejšího Rakouska-Uherska. Řada jeho staveb je v současnosti památkově chráněná.

## Život
Anton Möller velkou část svého života prožil ve Varnsdorfu v ulici Kaiser Franz Josef Strasse 1740 (dnes ul. Seifertova 1740) ve vile s příznačným názvem Vila Möller, kterou vyprojektoval a postavil v letech 1903–1904 pro svou rodinu. Stala se i jeho domovem a reprezentativním sídlem, projekční kanceláří, kde vznikala spousta projektů. Zde v roce 1927 umírá na cukrovku.

### Vila
Vila je téměř autenticky zachována, včetně interiéru a zaujme například znakem na věži nad vstupem do domu se symbolikou zednářů, ale také fotogeničností domu, který byl vyfocen na minimálně 30 druzích pohlednic města. Zvláštností té doby jsou plány města, taktéž z pera tohoto architekta, které tvořil a obnovoval každý rok. Vycházely buď samostatně, nebo v ročence Warnsdorfer Bote (Zde lidé nalezli soupis adres města, obyvatel, tel.kontaktů, nebo pracovních rad, či inzerci.) Přesto na některých plánech z roku 1904 vila chybí, ačkoliv jiné stavby zakresleny již jsou. V ulici stojí 5 vil, na tomto plánu je však vil v ulici jen 4. Vila 1740 zde chybí, ačkoliv již v té době stála a zachyceny jsou i objekty pozdější výstavby. 

## Dílo
K dnešnímu dni je 5 z jeho sakrálních staveb památkově chráněno. A 2 industriální objekty. Celkem tedy 7 staveb.
Nebyl to jen architekt sakrálních staveb a jatek, ale širší industriální architektury (3 továrny ve městě Varnsdorf), městské zástavby, mezi jeho díla patří komunikace a mosty – např. ve Varnsdorfu, ale i ve Vídni, několika kilometrové úpravy koryta řeky Mandavy apod. Z jeho pera vzniklo hned několik budov škol, chorobinec, oční poliklinika a další objekty, nebo honosné vily. V sakrálních stavbách projevil smysl pro detail i pokrok, např. vytápěním nohou farníků během mše, nebo dvěma identickými, avšak zrcadlově opačnými kostely v Mokřinách a Rybništi, tedy unifikovanými projekty pro menší obce, které měly jen omezený rozpočet. Naopak v Plzni na dnešním Jiráskově náměstí se ukázala skutečná dokonalost i rozměrnost staveb architekta, kde dominikánský kostel a klášter včetně rajské zahrady (vše v jednotném stylu stavby) zabírá několik městských bloků a je dominantou této části města. Unikátní je, že ačkoliv se Anton Möller hlásil k rakouské národnosti a úřední řeč té doby byla němčina, plány kláštera do posledního detailu jsou provedeny v češtině, kterou architekt ovládal. Ve městě Varnsdorf nese rukopis architekta spousta staveb, je známá i poznámka radních na adresu tohoto městského stavitele s přirovnáním k Paříži. Ale asi v žádném jiném městě nenajdeme tak ucelené dilo jednoho architekta, který by svou tvorbou tak zásadně ovlivnil vzhled a rozkvět jednoho města. V kanceláři architekta získávali zkušenosti i jiní známí architekti, např. z Plzeňska a uplatňovaly se zkušenosti z Chicaga (USA).
V roce 1906 na německo-české výstavě v Liberci architekt Anton Möller, jež zde měl funkční projekt – budovu pekáren (která po 3 měsíce trvající výstavy zásobovala hosty pečivem) - získal druhé místo, tedy stříbrné ocenění za svou práci z rukou císaře Františka Josefa I.[zdroj?]
Za své činy obdržel Zlatý záslužný kříž s korunkou.[zdroj?]

## Některá jeho díla
chronologicky:
- komplex městských jatek ve Varnsdorfu z roku 1899[5]
- rozšíření městských jatek v Ostravě z let 1902–1903 včetně novostavby chladírenské haly s věží
- městská jatka v Kraslicích z let 1903–1904[3]
- vyhlídková restaurace na Hrádku u Varnsdorfu z roku 1904[6]
- kostel svatého Karla Boromejského ve Varnsdorfu, 1904–1911
- rozhledna na Kohoutu u Benešova nad Ploučnicí z roku 1908[7]
- kaple svatého Josefa v obci Rybniště z let 1909–1912[8]
- kostel svatého Mikuláše v Hnidousech z let 1912–1913[9]
- kostel Panny Marie Růžencové s dominikánským klášterem v Plzni z let 1912–1913[3]
- kostel svatého Karla Boromejského v Mokřinách u Aše z roku 1912
- kostel sv. Jana Nepomuckého v Českých Budějovicích z let 1914–1915[3]
- kostel svatého Bonifáce v Dolním Hanychově z let 1915–1919[10]
- kostel sv. Petra a Pavla v Rotavě z let 1914–1925[3]
- Vila Möller ve Varnsdorfu z let 1903–1904[11]

## Galerie

Stavby Antona Möllera
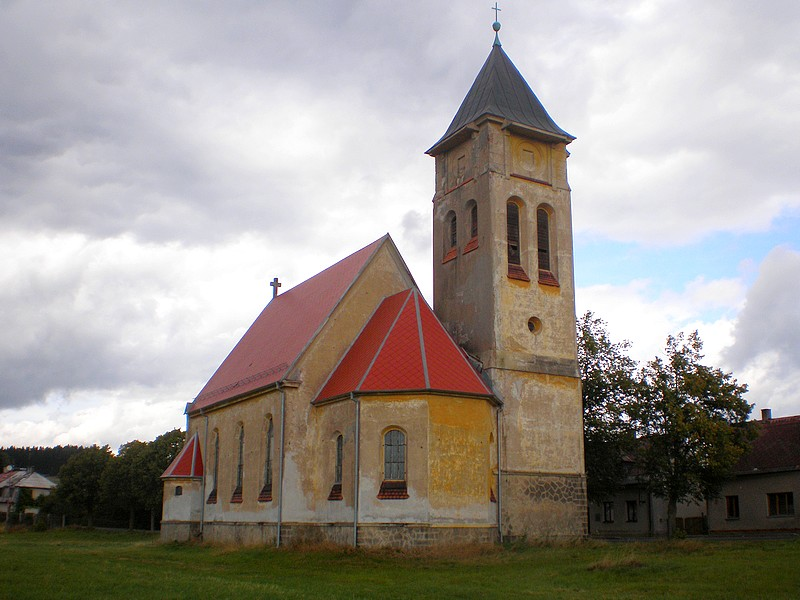
Kostel v Mokřinách
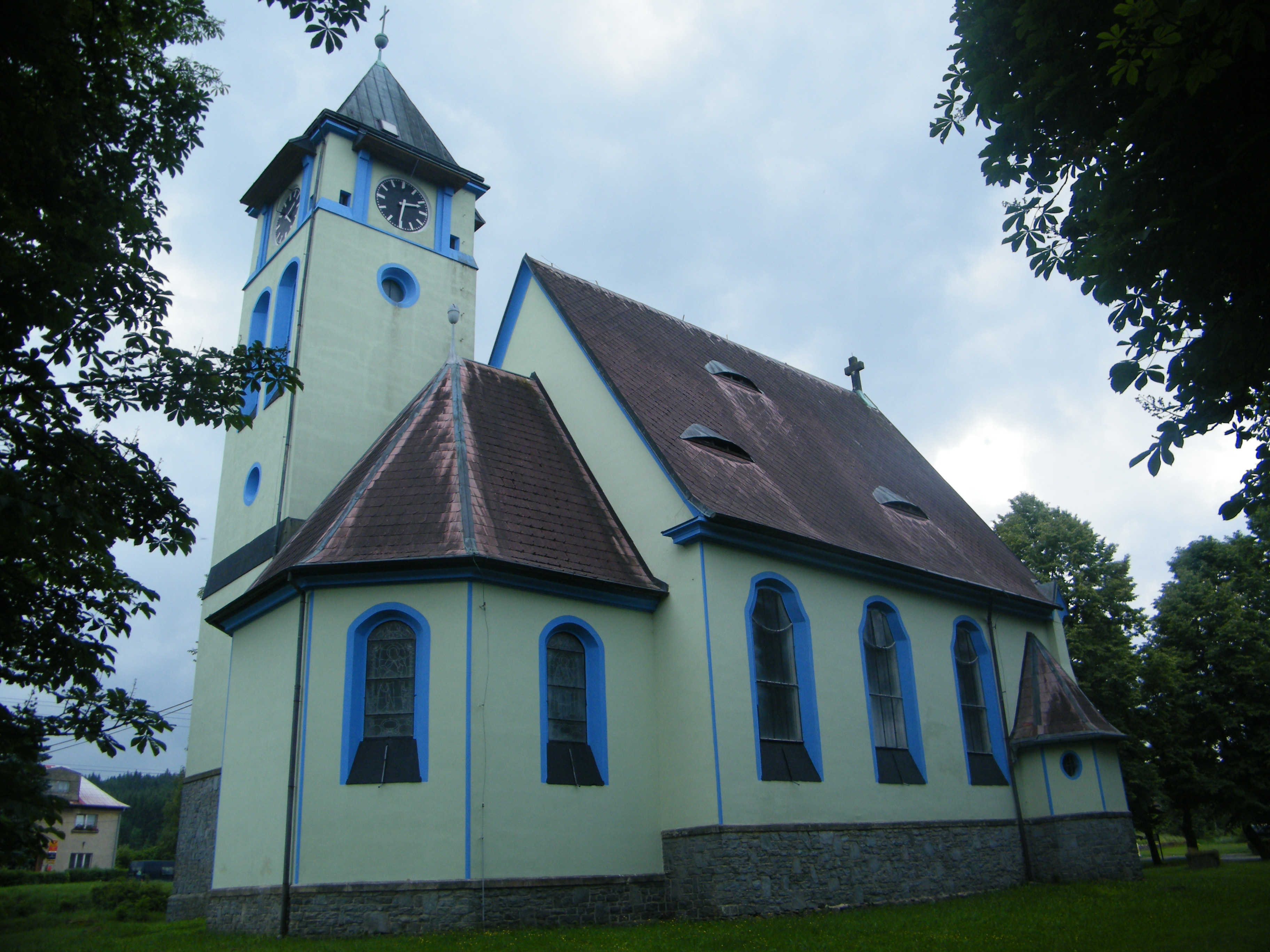
Kostel v Rybništi
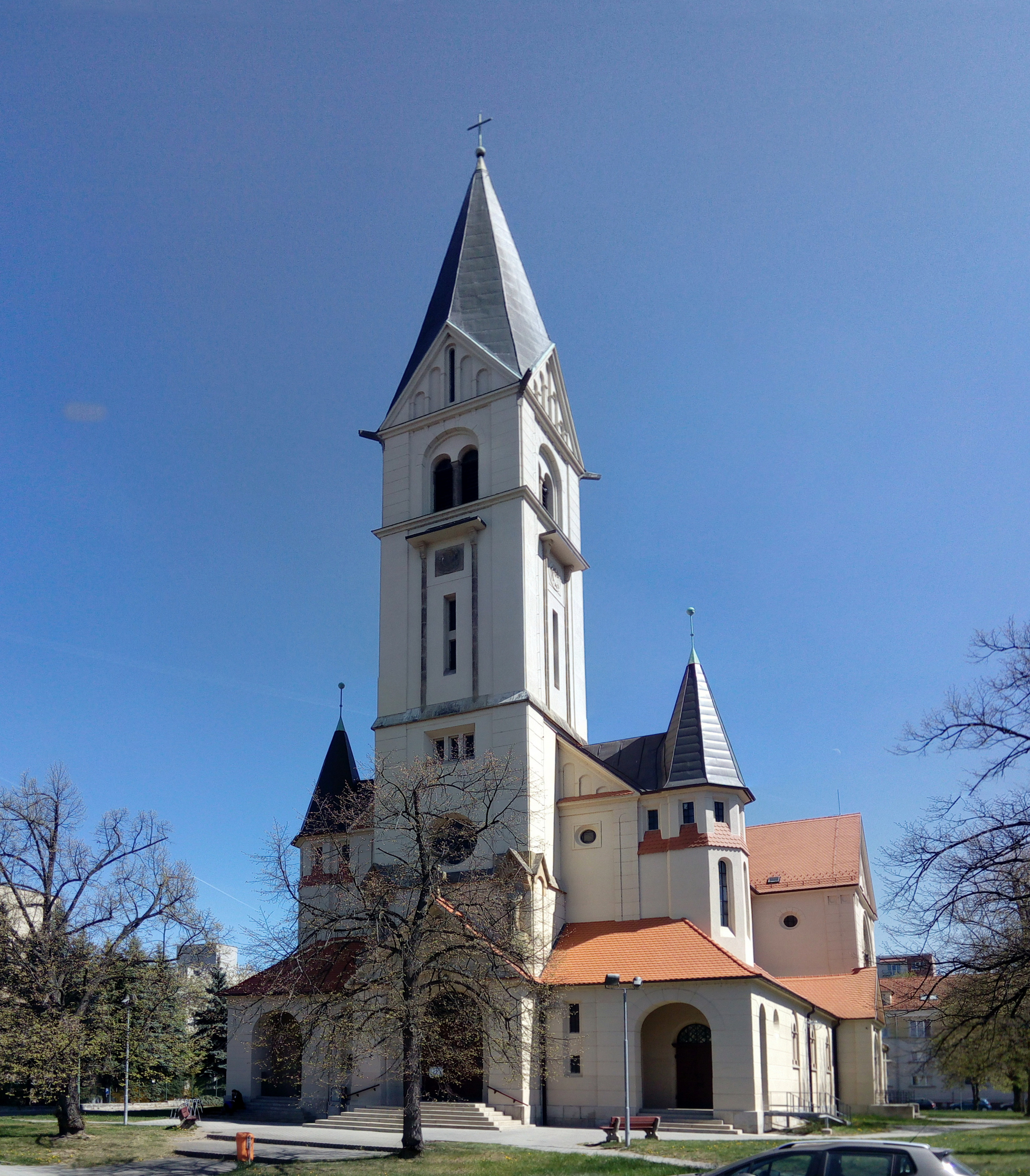
Kostel v Českých Budějovicích
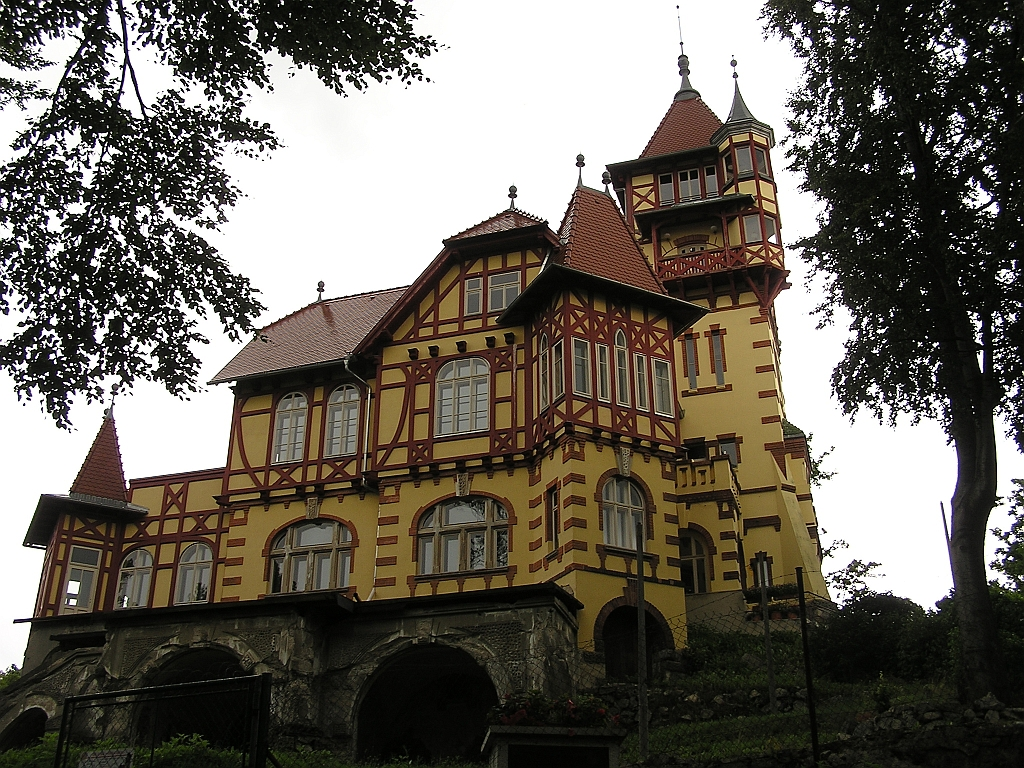
Restaurace na Hrádku
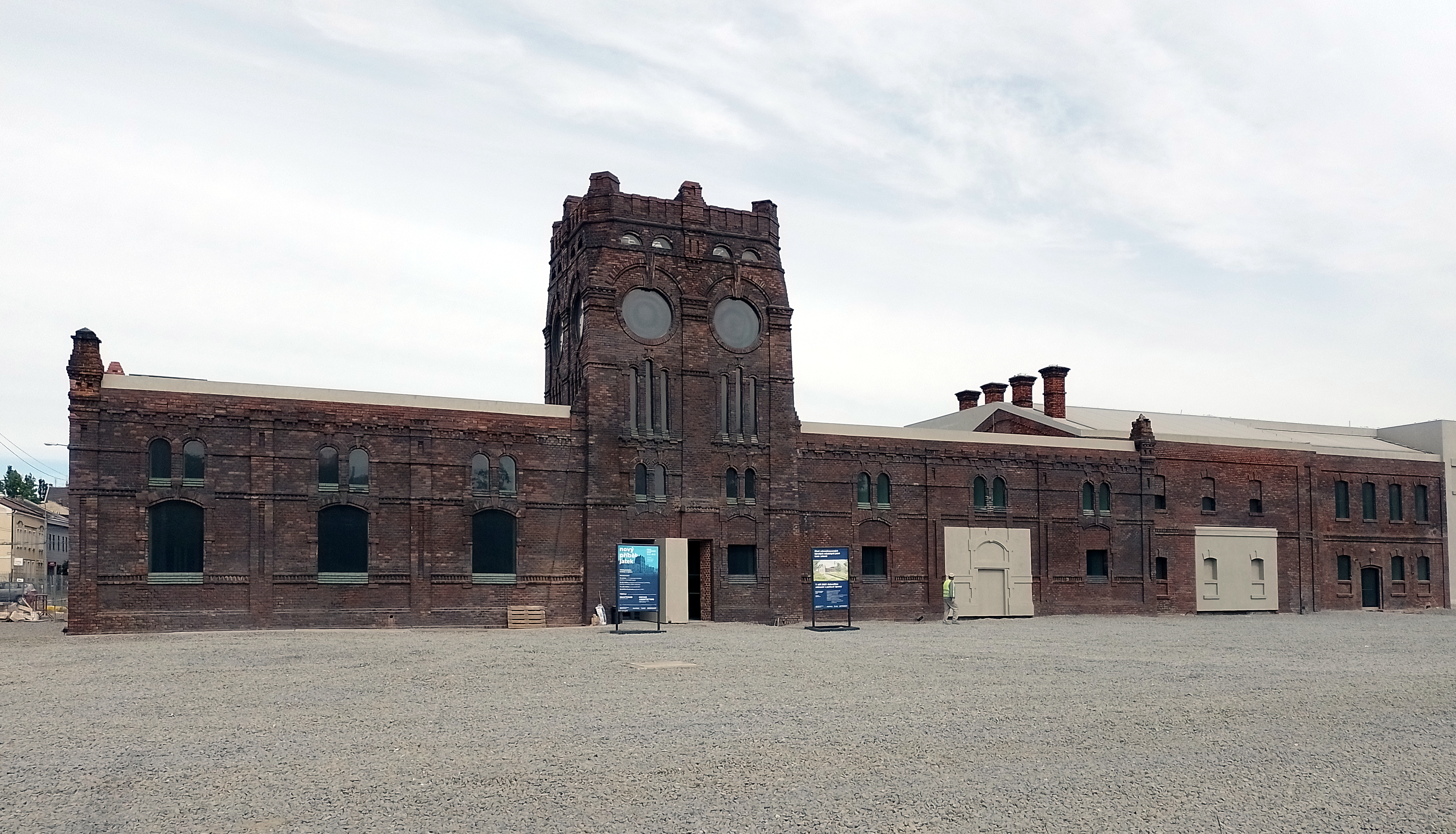
Městská jatka v Ostravě
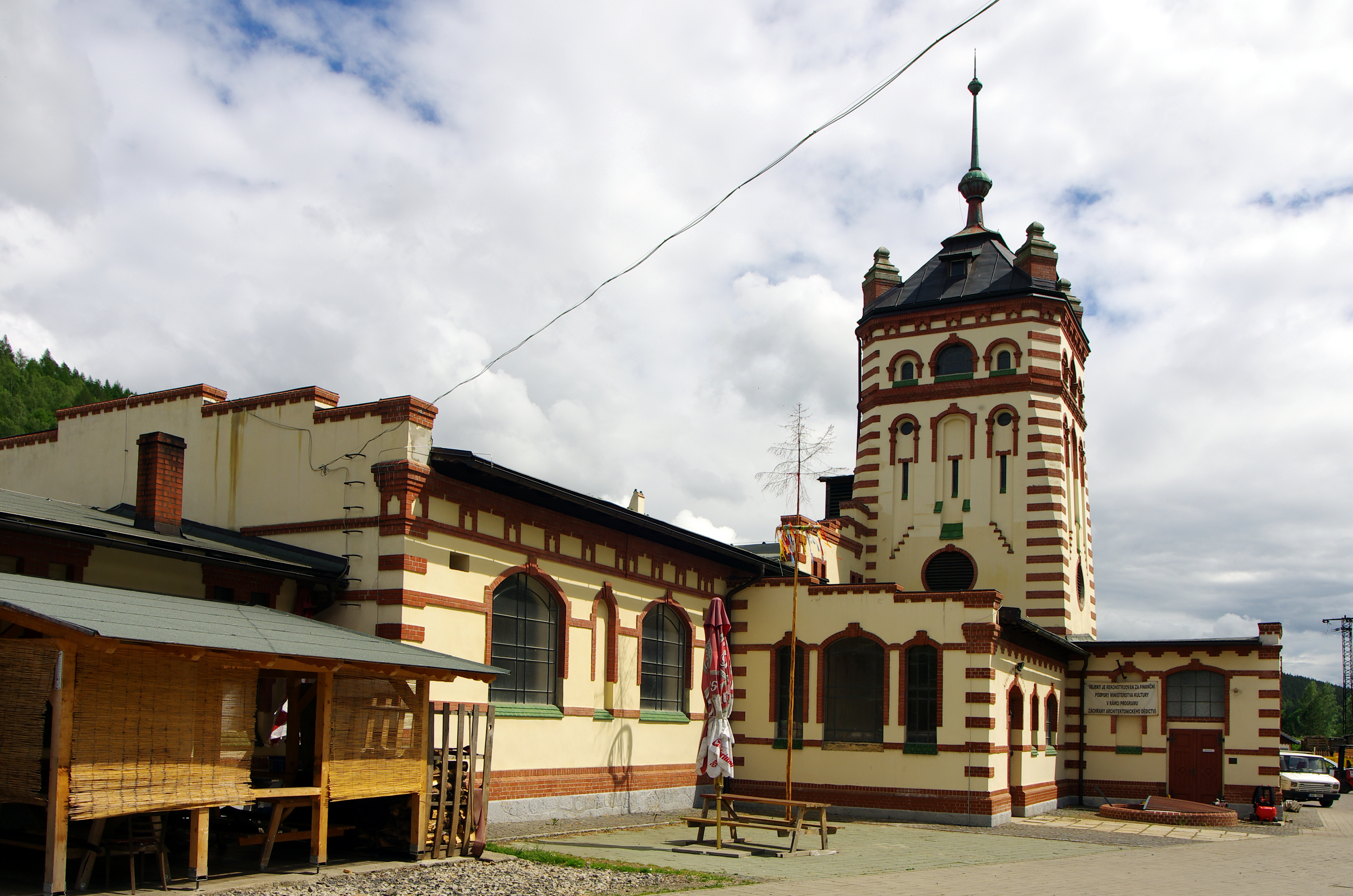
Městská jatka v Kraslicích